# 天才画家ダリ 愛と激情の青春
『天才画家ダリ 愛と激情の青春』（てんさいがかダリ あいとげきじょうのせいしゅん、Little Ashes）は、2008年のイギリス・スペインの伝記映画。監督はポール・モリソン、出演はハビエル・ベルトランとロバート・パティンソンなど。劇作家フェデリコ・ガルシーア・ロルカの青春と死を、画家サルバドール・ダリや映画監督ルイス・ブニュエルとの交流を通して描いている。邦題ではダリが主人公のように見えるが、本作の主人公はロルカである。本編最後のクレジットによれば、ロルカの死後に沈黙を通したダリが、死の直前になって語ったロルカとの思い出話から着想を得て作られた作品である。
日本では劇場未公開だが、2012年3月3日にWOWOWで放送され、同年6月22日にDVDが発売された。

## ストーリー
1922年のマドリード。詩人で劇作家のフェデリコ・ガルシーア・ロルカと映画監督志望のルイス・ブニュエルは、サンフェルナンド美術学校に入学した画家志望の青年サルバドール・ダリと出会い、3人はすぐに親しい友人となる。
友情を育む中、フェデリコがサルバドールに対して友情以上の感情を抱くようになると、サルバドールもまたフェデリコに対して特別な感情を抱くようになる。そして互いの気持ちに気付き、口づけを交わす仲になった2人だが、それ以上の関係を望むフェデリコをサルバドールはどうしても受け入れることが出来ない。そんな2人の姿に疎外感と嫌悪感を抱いたルイスは芸術家としての野心を抱いてパリに向う。一方、フェデリコの想いを受け入れ切れないサルバドールはフェデリコを避けるようにパリに向う。
1人残され、妄想に苦しむフェデリコの前に、ある日、サルバドールが姿を現す。パリでの充実した生活、特にガラ・エリュアールとの運命的な出会いを熱く語るサルバドールに不満をぶつけたフェデリコは、そこに現れた女友達のマグダレナをサルバドールが見ている前で抱く。
1928年、ルイスとサルバドールが共に制作した映画『アンダルシアの犬』が公開される。ルイスとサルバドールの周辺でアンダルシア出身者がフェデリコだけであることから深く傷ついたフェデリコは、マグダレナの励ましもあり、マドリードを離れ、劇団を立ち上げて地方を巡業する。
1936年、劇作家として成功する一方、反ファシズム活動にも積極的に関わっていたフェデリコは久しぶりにサルバドールと再会する。しかし、生き方も思想も全てが変わってしまったサルバドールの姿に愕然としたフェデリコは彼と決別する。しばらくしてスペイン内戦が勃発すると、故郷のグラナダでフェデリコは逮捕され、銃殺される。

## キャスト
- フェデリコ・ガルシーア・ロルカ: ハビエル・ベルトラン（英語版）
- サルバドール・ダリ: ロバート・パティンソン
- ルイス・ブニュエル: マシュー・マクナルティ（英語版）
- マグダレナ: マリーナ・ガテル（英語版）

## 作品の評価
Rotten Tomatoesによれば、批評家の一致した見解は「美しいキャストが揃っているが、『天才画家ダリ 愛と激情の青春』はトーンにムラがあり、意図的でない愚かな場面が余計であるのが難点である。」であり、70件の評論のうち高く評価しているのは24%にあたる17件で、平均して10点満点中4.17点を得ている。
Metacriticによれば、20件の評論のうち、高評価は3件、賛否混在は13件、低評価は4件で、平均して100点満点中41点を得ている。